# Yves Racine
Yves Racine (* 7. Februar 1969 in Matane, Québec) ist ein ehemaliger kanadischer Eishockeyspieler, der im Verlauf seiner aktiven Karriere zwischen 1986 und 2006 unter anderem 533 Spiele für die Detroit Red Wings, Philadelphia Flyers, Canadiens de Montréal, San Jose Sharks, Calgary Flames und Tampa Bay Lightning in der National Hockey League auf der Position des Verteidigers. In der Deutschen Eishockey Liga war er für die Adler Mannheim und den ERC Ingolstadt aktiv. Seinen größten Karriereerfolg feierte Racine im Trikot der kanadischen Nationalmannschaft mit dem Gewinn der Goldmedaille bei der Weltmeisterschaft 1994.

## Karriere
Der 1,83 m große Verteidiger begann seine Karriere bei verschiedenen Teams in der kanadischen Juniorenliga Ligue de hockey junior majeur du Québec, bevor er beim NHL Entry Draft 1987 als Elfter in der ersten Runde von den Detroit Red Wings ausgewählt (gedraftet) wurde.
Schon in seinen letzten beiden LHJMQ-Spielzeiten schnupperte der Linksschütze AHL-Luft bei den Adirondack Red Wings, einem Farmteam der Detroit Red Wings, 1989/90 absolvierte er dann seine ersten NHL-Einsätze. Bis zu seinem Wechsel zu den Philadelphia Flyers zur Saison 1993/94 hatte es Yves Racine geschafft, bei den Red Wings zum Stammspieler zu werden, dies änderte sich auch in Philadelphia wie auch bei seinem Engagements bei den Canadiens de Montréal ab der Saison 1994/95 und den San Jose Sharks während der Spielzeit 1995/96 nicht. Weitere NHL-Stationen Racines waren die Calgary Flames und die Tampa Bay Lightning, bis er 1998 zu Jokerit in die finnische SM-liiga wechselte.
Nach einem Jahr in Skandinavien zog es den Kanadier zum DEL-Rekordmeister Adler Mannheim, für die vier Spielzeiten lang spielte und mit denen er 2001 die deutsche Meisterschaft gewinnen konnte. 2003 verließ Racine die Adler in Richtung ERC Ingolstadt, für die er eine Saison auf dem Eis stand. Seine Karriere beendete der Defensivmann 2006 bei den Prolab de Thetford Mines in der kanadischen Minor League Ligue Nord-Américaine de Hockey.

### International
Mit der kanadischen Eishockeynationalmannschaft gewann Racine bei der Weltmeisterschaft 1991 die Silbermedaille, 1994 wurde er sogar Weltmeister mit den Kanadiern.

## Erfolge und Auszeichnungen
| - 1988 LHJMQ First-All Star Team - 1989 Trophée Émile Bouchard - 1989 LHJMQ First-All Star Team | - 1989 Calder-Cup-Gewinn mit den Adirondack Red Wings - 2001 Deutscher Meister mit den Adler Mannheim |

### International
- 1991 Silbermedaille bei der Weltmeisterschaft
- 1994 Goldmedaille bei der Weltmeisterschaft

## Karrierestatistik
(Legende zur Spielerstatistik: Sp oder GP = absolvierte Spiele; T oder G = erzielte Tore; V oder A = erzielte Assists; Pkt oder Pts = erzielte Scorerpunkte; SM oder PIM = erhaltene Strafminuten; +/− = Plus/Minus-Bilanz; PP = erzielte Überzahltore; SH = erzielte Unterzahltore; GW = erzielte Siegtore; 1 Play-downs/Relegation; Kursiv: Statistik nicht vollständig)